# Оклахома-Сіті
Оклаго́ма-С́іті, також Оклахо́ма-Сі́ті (англ. Oklahoma City, МФА: [ˌoʊ̯kləˈɦoʊ̯məˌsɪɾi]) — місто (англ. city) в США, в округах Оклахома, Канадіян і Клівленд штату Оклахома. Населення — 681 054 особи (2020), метрополії — понад 1,2 млн.
Місто також відоме розташуванням у ньому Зали всесвітньої слави гімнастики.

## Історія
Місто було засноване у квітні 1889 року на висоті 400 м над рівнем моря і заселене близько 10 тис. мешканцями. До кінця XIX століття населення становило вже понад 20 000 осіб. В 1907 році індіанська територія стала штатом Оклагома, а саме місто — столицею нового штату.
Світову популярність місто набуло 19 квітня 1995 року, коли Тімоті Маквеєм було підірвано будівлю федерального уряду Alfred P. Murrah Federal Building, у результаті чого загинуло 168 і було поранено близько 800 осіб.
У травні 2013 року над передмістям міста пронеслось потужне торнадо.

## Географія
Оклагома знаходиться у південній частині Великих прерій, тому різко континентальний клімат пом'якшується впливом Мексиканської затоки. Середньомісячна температура коливається від 2 °C (січень) до 28 °C (липень-серпень), у рік — 15,5 °C. Опадів випадає 848 мм на рік, більша частина — в кінці весни на початку літа.
Оклагома-Сіті розташована за координатами 35°28′1″ пн. ш. 97°30′49″ зх. д. / 35.46694° пн. ш. 97.51361° зх. д. (35.467079, -97.513657).  За даними Бюро перепису населення США в 2010 році місто мало площу 1607,92 км², з яких 1570,60 км² — суходіл та 37,32 км² — водойми.

### Клімат
Місто знаходиться у зоні, котра характеризується вологим субтропічним кліматом. Найтепліший місяць — липень із середньою температурою 27.7 °C (81.9 °F). Найхолодніший місяць — січень, із середньою температурою 2.8 °С (37 °F).
| Клімат Оклахома-Сіті    | Клімат Оклахома-Сіті | Клімат Оклахома-Сіті | Клімат Оклахома-Сіті | Клімат Оклахома-Сіті | Клімат Оклахома-Сіті | Клімат Оклахома-Сіті | Клімат Оклахома-Сіті | Клімат Оклахома-Сіті | Клімат Оклахома-Сіті | Клімат Оклахома-Сіті | Клімат Оклахома-Сіті | Клімат Оклахома-Сіті | Клімат Оклахома-Сіті |
| Показник                | Січ.                 | Лют.                 | Бер.                 | Квіт.                | Трав.                | Черв.                | Лип.                 | Серп.                | Вер.                 | Жовт.                | Лист.                | Груд.                | Рік                  |
| Абсолютний максимум, °C | 26,7                 | 33,3                 | 33,9                 | 37,8                 | 40                   | 40,6                 | 43,3                 | 45                   | 42,2                 | 35,6                 | 30,6                 | 30                   | 43,3                 |
| Середній максимум, °C   | 8,7                  | 11,7                 | 16,4                 | 22,1                 | 26,2                 | 30,8                 | 33,9                 | 33,7                 | 29                   | 23,1                 | 15,8                 | 10,2                 | 21,8                 |
| Середня температура, °C | 2,8                  | 5,4                  | 10                   | 15,7                 | 20,4                 | 25                   | 27,7                 | 27,3                 | 22,8                 | 16,7                 | 9,6                  | 4,4                  | 15,7                 |
| Середній мінімум, °C    | −3,1                 | −0,7                 | 3,6                  | 9,3                  | 14,6                 | 19,2                 | 21,6                 | 21                   | 16,7                 | 10,3                 | 3,5                  | −1,4                 | 9,6                  |
| Норма опадів, мм        | 31                   | 36                   | 65                   | 74                   | 129                  | 113                  | 77                   | 72                   | 93                   | 80                   | 43                   | 38                   | 852                  |
| Днів з опадами          | 5                    | 6                    | 7                    | 7                    | 10                   | 9                    | 6                    | 7                    | 7                    | 7                    | 5                    | 5                    | 81                   |
| Днів з дощем            | 6                    | 6                    | 7                    | 8                    | 10                   | 9                    | 6                    | 7                    | 7                    | 6                    | 5                    | 6                    | 83                   |
| Вологість повітря, %    | 65.7                 | 63.1                 | 62.5                 | 64.1                 | 70.6                 | 70.4                 | 64.1                 | 63.8                 | 68.2                 | 67.4                 | 67.1                 | 67                   | 66.1                 |
| ----------------------- | -------------------- | -------------------- | -------------------- | -------------------- | -------------------- | -------------------- | -------------------- | -------------------- | -------------------- | -------------------- | -------------------- | -------------------- | -------------------- |
| Джерело: Weatherbase    |                      |                      |                      |                      |                      |                      |                      |                      |                      |                      |                      |                      |                      |

## Демографія
Згідно з переписом 2010 року, у місті мешкало 579 999 осіб у 230 233 домогосподарствах у складі 144 120 родин. Густота населення становила 361 особа/км².  Було 256930 помешкань (160/км²).
Расовий склад населення:
| - 62,7 % — білих - 15,1 % — чорних або афроамериканців - 4,0 % — азіатів - 3,5 % — корінних американців - 0,1 % — вихідців з тихоокеанських островів - 9,4 % — осіб інших рас |

До двох чи більше рас належало 5,2 %. Частка іспаномовних становила 17,2 % від усіх жителів.
За віковим діапазоном населення розподілялося таким чином: 25,4 % — особи молодші 18 років, 63,3 % — особи у віці 18—64 років, 11,3 % — особи у віці 65 років та старші. Медіана віку мешканця становила 34,0 року. На 100 осіб жіночої статі у місті припадало 97,0 чоловіків;  на 100 жінок у віці від 18 років та старших — 94,6 чоловіків також старших 18 років.
Середній дохід на одне домашнє господарство  становив 67 099 доларів США (медіана — 47 779), а середній дохід на одну сім'ю — 80 019 доларів (медіана — 60 024). Медіана доходів становила 42 000 доларів для чоловіків та 35 093 долари для жінок. За межею бідності перебувало 18,3 % осіб, у тому числі 27,0 % дітей у віці до 18 років та 7,8 % осіб у віці 65 років та старших.
Цивільне працевлаштоване населення становило 290 694 особи. Основні галузі зайнятості: освіта, охорона здоров'я та соціальна допомога — 20,7 %, роздрібна торгівля — 12,2 %, науковці, спеціалісти, менеджери — 10,5 %, мистецтво, розваги та відпочинок — 9,3 %.

## Відомі люди
- Гординський Ярослав-Роман[11]
- Тімоті Маквей
- Юджин Найда
- Кен Вілбер
- Джон Майкл Талбот
- Чейз Гемптон (* 1975) — американський співак та актор.

## Міста-побратими
- Хайкоу, КНР
- Пуебла, Мексика
- Ріо-де-Жанейро, Бразилія
- Тайнань, Тайвань
- Тайпей, Taiwan
- Кігалі, Руанда